# Bracon hyalinipennis
Bracon hyalinipennis är en stekelart som beskrevs av Szepligeti 1901. Bracon hyalinipennis ingår i släktet Bracon och familjen bracksteklar. Inga underarter finns listade.